# Epitonium tenellum
Epitonium tenellum is een zeeslak die voorkomt in de wateren rondom Australië en het Noordereiland van Nieuw-Zeeland.